# Milan Matulović
Milan Matulović (10 de junio de 1935-9 de octubre de 2013) fue un gran maestro de ajedrez que fue el segundo o tercer jugador yugoslavo más fuerte durante gran parte de los años sesenta y setenta detrás de Svetozar Gligorić y posiblemente de Borislav Ivkov. Estuvo activo principalmente antes de 1977, pero siguió siendo un competidor ocasional del torneo hasta 2006. 

## Carrera
Matulović nació en Belgrado. En 1958 jugó un partido de entrenamiento de cuatro juegos con Bobby Fischer, del cual solo un juego (una victoria de Matulović) ha sobrevivido.  Obtuvo el título de Maestro Internacional en 1961 y se convirtió en Gran Maestro en 1965. 
Ganó los Campeonatos de ajedrez yugoslavos de 1965 y 1967 y fue un competidor prolífico en la escena de torneos internacionales durante los años sesenta y setenta.  Probablemente su mejor resultado fue el primero en igualar a Gligorić, Ivkov y Lev Polugaevsky en Skopje en 1969, por delante del ex campeón mundial de ajedrez Mikhail Botvinnik y el candidato múltiple Efim Geller. Otros resultados de primer lugar durante este período, ya sea compartido o absoluto, incluyen Netanya 1961, Vršac 1964, Novi Sad 1965, Belgrado 1965, Reggio Emilia 1967/68, Athens Zonal 1969, Belgrado 1969, Sarajevo 1971, Birmingham 1975, Bajmok 1975 (y en 1978), Majdanpek 1976, Vrbas 1976, Belgrado 1977 y Odzaci 1978.  Desde la década de 1980, sus victorias en torneos se hicieron menos frecuentes, pero incluyeron Osijek 1980, Borovo 1980, Helsinki 1981 y Vrnjacka Banja 1985.  Repitió su éxito en Vrnjacka Banja en 1990. 
Tuvo excelentes resultados en las Olimpiadas de Ajedrez.  Jugó 78 partidos en seis eventos para Yugoslavia, con el resultado general de 46 victorias, 28 empates y cuatro derrotas, con un puntaje de 76.9 por ciento, la décima mejor actuación olímpica de todos los tiempos. 
Su búsqueda del campeonato mundial fue menos exitosa, ya que nunca avanzó a la etapa de Candidatos del proceso para seleccionar un candidato por el título.  Jugó en el partido de 1970 " URSS contra el resto del mundo" en el octavo tablero contra Botvinnik, perdiendo un juego y empatando los otros tres.  Una controversia asistió a esta pareja, ya que Matulović tenía un historial de resultados pobres contra el jugador soviético; hubo acusaciones de que el capitán del equipo soviético había colocado a Botvinnik en una tabla más baja de lo que su estatura justificaría para aprovechar esto. 

## Controversias
Matulović estuvo involucrado con incidentes controvertidos.  En el tablero, jugó en posiciones desesperadas cuando la etiqueta del gran maestro exigió su renuncia, supuestamente con la esperanza de llegar a un aplazamiento (suspensión de un juego para reanudación en un día posterior, común en el torneo en ese momento) para que en las noticias se lea "El juego de Matulović se suspende" en lugar de "Matulović perdido".
Más seriamente, después del torneo Interzonal de 1970 en Palma de Mallorca , fue acusado de "tirar" su juego contra Mark Taimanov a cambio de un soborno de $ 400, lo que permitió a Taimanov avanzar a los partidos de Candidatos, donde Taimanov fue derrotado por Bobby Fischer 6–0.  Las acusaciones se centraron en la conducta de Matulović durante el juego y la supuesta debilidad de su resistencia.  Sin embargo, también se cree que simplemente no estaba interesado en el juego, ya que había sido eliminado de la disputa por los partidos de Candidatos. La puntuación de este juego es el siguiente: 
Taimanov-Matulović; Gambito de reina aceptado
1. d4 d5 2. c4 dxc4 3. Cf3 Cf6 4. e3 Ag4 5. Axc4 e6 6. Cc3 Cbd7 7. h3 Ah5 8. 0-0 Ad6 9. e4 e5 10. dxe5 Cxe5 11. Ae2 Axf3 12. Axf3 Cxf3 + 13. Dxf3 De7 14. Af4 Ae5 15. Axe5 Dxe5 16. De3 0-0 17. f4 De7 18. e5 c6 19. Tfe1 Tfe8 20. Df3 Dc5 + 21. Df2 Dxf2 + 22. Rxf2 Cd5 23. Cxd5 cxd5 24. Ted1 Ted8 25. Tac1 Td7 26. Re3 Tad8 27. Rd4 Rf8 28. f5 Re7 29. Td3 Te8 30. Tdc3 b6 31. Tc7 Td8 32. T1c6 Re8 33. g4 h6 34. h4 Tb8 35. g5 hxg5 36. hxg5 Tb7 37. Tc8 + Td8 38. Txd8 + Rxd8 39. Rxd5 a5 40. Td6 + Re8 41. Rc6 Te7 42. Td5 1-0
Quizás la transgresión más notoria de Matulović fue contra István Bilek en el Interzonal de Sousse en 1967.  Jugó un movimiento perdedor pero luego lo retiró después de decir "j'adoube" ("Yo ajusto" - hablado antes de ajustar las piezas en su escuadra, vea la regla de tocar y mover).  Su oponente se quejó ante el árbitro, pero se permitió que la jugada se pusiera de pie.  Este incidente le ganó a Matulović el apodo de "J'adoubovic".  Al parecer, esto sucedió varias veces, incluso en un juego contra Bobby Fischer.
Matulović fue declarado culpable de homicidio vehicular y estuvo nueve meses en prisión por un accidente automovilístico en el que murió una mujer.

## Juego ilustrativo
|       |       |       |       |       |       |       |       |       |  |
|       | a8    | b8 rd | c8 bd | d8    | e8 rd | f8    | g8    | h8 kd |  |
| a7    | b7    | c7    | d7 nd | e7 qd | f7    | g7 bd | h7    |       |  |
| a6    | b6    | c6 pd | d6    | e6    | f6 pd | g6 pd | h6    |       |  |
| a5 pd | b5    | c5    | d5    | e5 pd | f5    | g5    | h5 pd |       |  |
| a4 pl | b4    | c4 bl | d4    | e4 pl | f4    | g4    | h4    |       |  |
| a3    | b3 pl | c3    | d3 rl | e3 bl | f3    | g3 nl | h3    |       |  |
| a2    | b2    | c2 pl | d2    | e2    | f2 ql | g2 pl | h2 pl |       |  |
| a1    | b1    | c1    | d1 rl | e1    | f1    | g1    | h1 kl |       |  |
|       |       |       |       |       |       |       |       |       |  |

 El juego de ataque de Matulović se demostró en este juego contra el gran maestro búlgaro Georgi Tringov de la Olimpiada de Ajedrez de 1970 en Siegen.
Matulović-Tringov; Defensa pirc
1.e4 d6 2. d4 Cf6 3.Cc3 g6 4. f4 Ag7 5.Cf3 0-0 6.Ad3 Cbd7 7. 0-0 e5 8. fxe5 dxe5 9. d5 c6 10. dxc6 bxc6 11. Rh1 Dc7 12. Ae3 Cb6 13. a4 a5 14. De1 Cfd7 15. Td1 Dd8 16. Df2 Tb8 17. Cd2 De7 18. b3 Rh8 19. Ce2 f6 20.Cg3 h5 21. Cc4 Cxc4 22. Axc4 Tb4 23. Td3 Te8 24. Tfd1 Tb8 (ver diagrama) 25. Cf5 gxf5 26. Dh4 Cf8 27. Dxh5 + Ch7 28. Ac5 Dxc5 29. Th3 Ah6 30. Dxe8 + Df8 31. Td8 fxe4 32. Dxf8 + Axf8 33. Txf8 + Rg7 34. Tg8 # 1-0